# Kettentanz
Ein Kettentanz ist ein Tanz, der von drei oder mehr Personen gemeinsam in einer Kette getanzt werden. Die Tänzer fassen sich durch und tanzen seitlich.
Einige Kettentänze sind vermutlich aus Kreistänzen entstanden, die irgendwann aufgebrochen wurden, um eine zusätzliche Tanzbewegung im Raum zu ermöglichen.
Beispiele für Kettentänze sind An Dro, Sirtaki oder Branles.